# Diocesi di Senlis

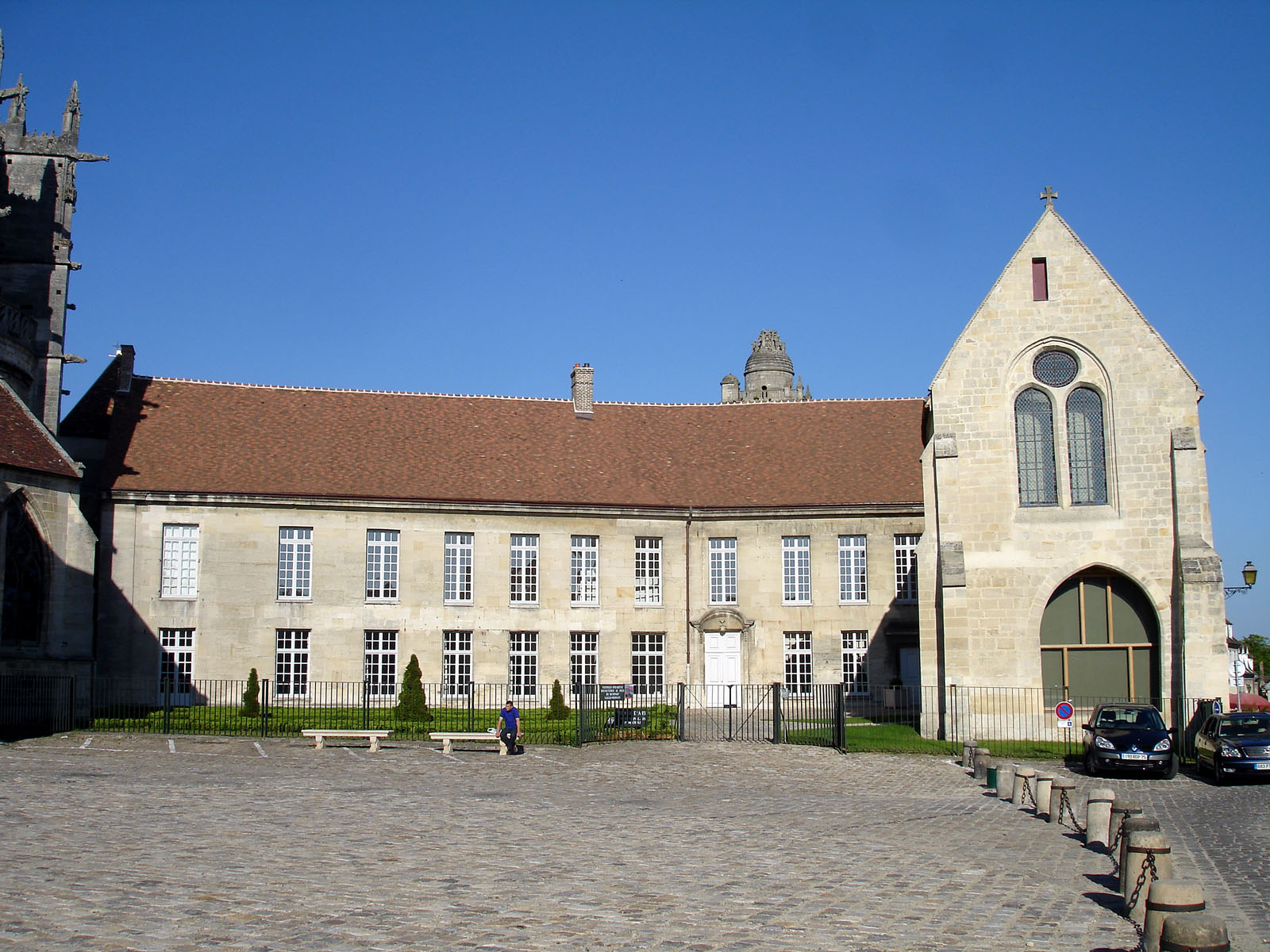
L'ex palazzo episcopale di Senlis è oggi sede del museo d'arte e d'archeologia della città.

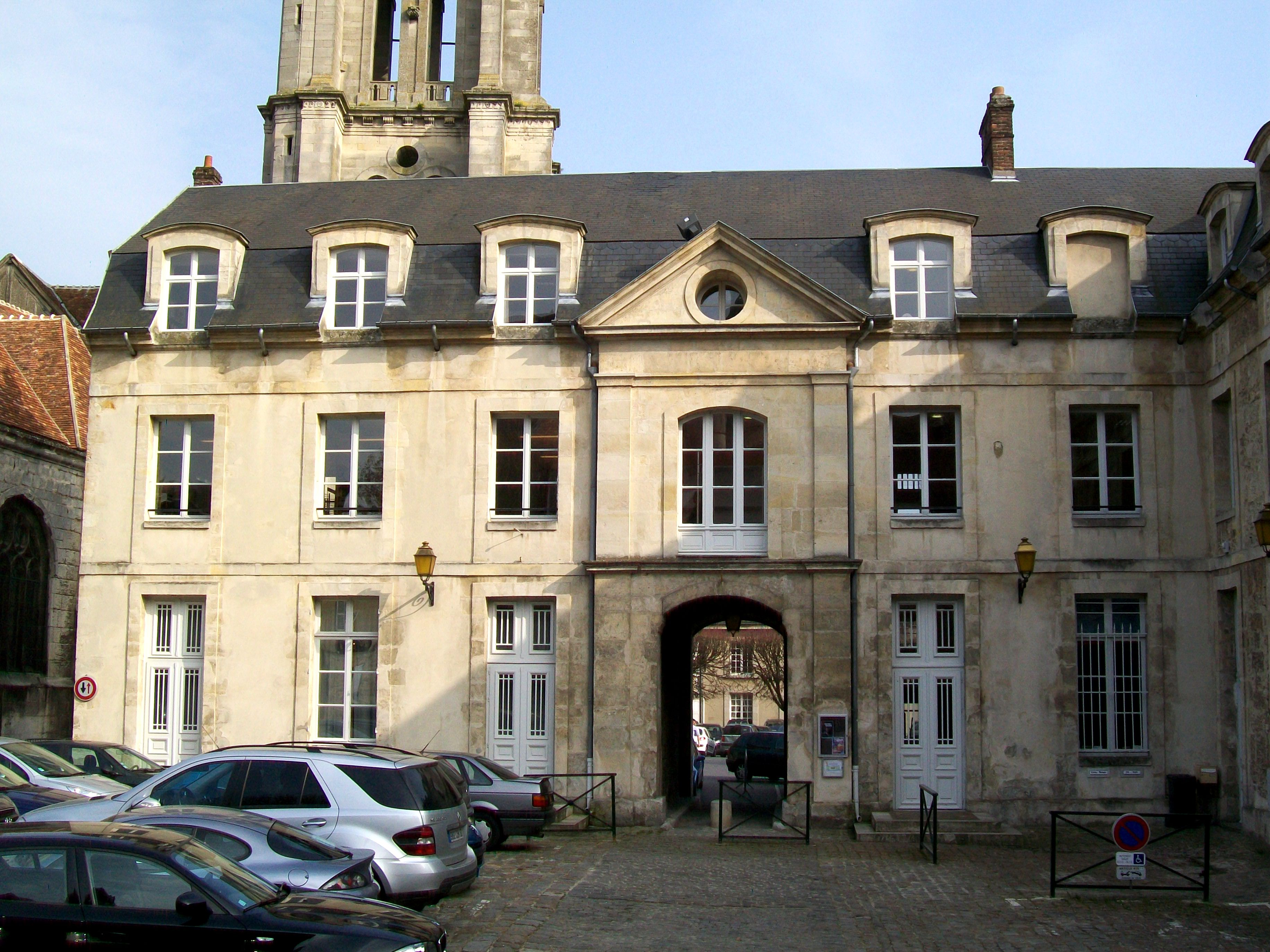
Il palazzo che fu sede del seminario diocesano dal 1711 fino alla rivoluzione ospita oggi la biblioteca comunale di Senlis.

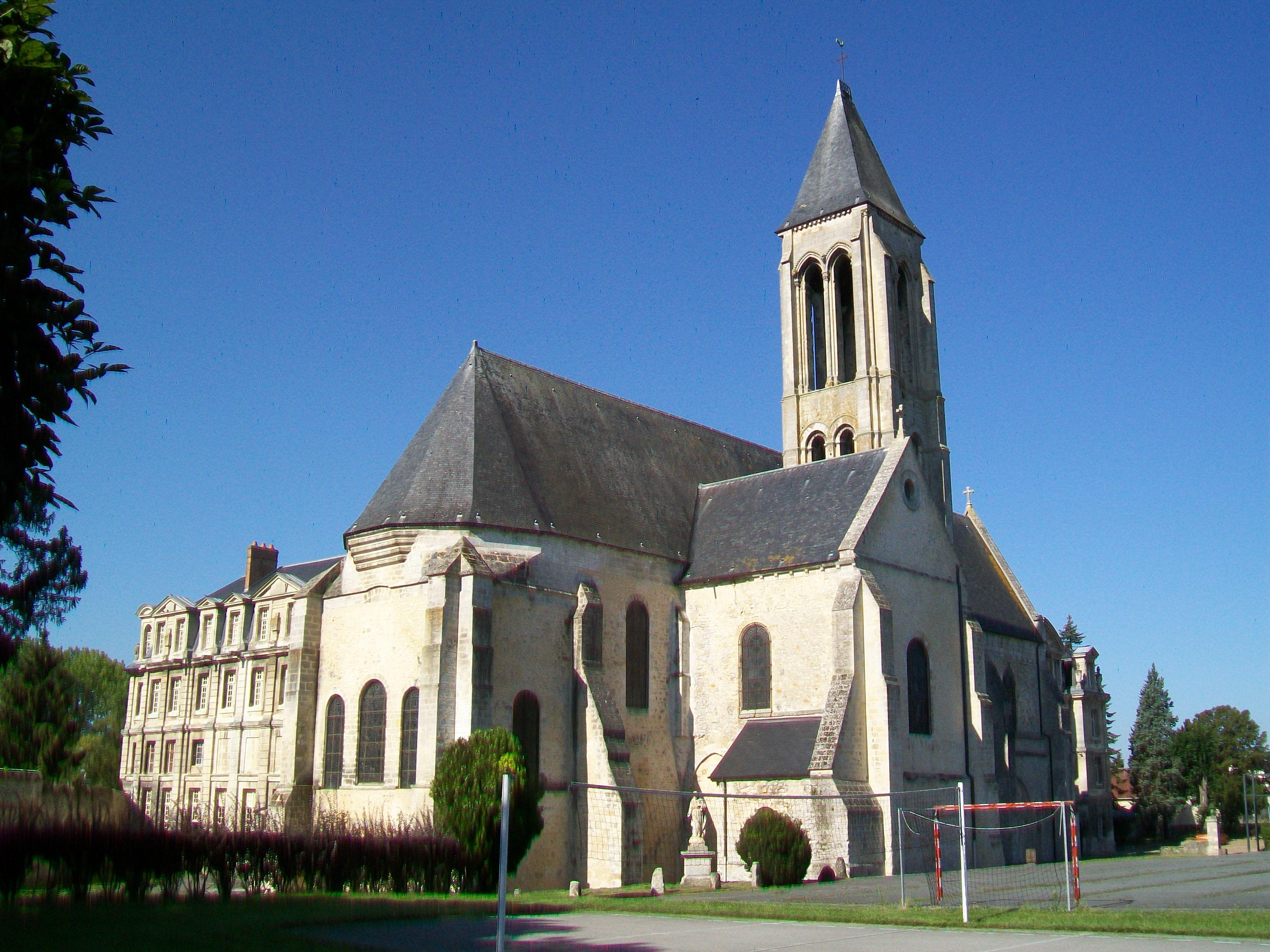
L'ex abbazia di Saint-Vincent a Senlis, fondata nell'XI secolo, è oggi sede di istituzioni scolastiche.

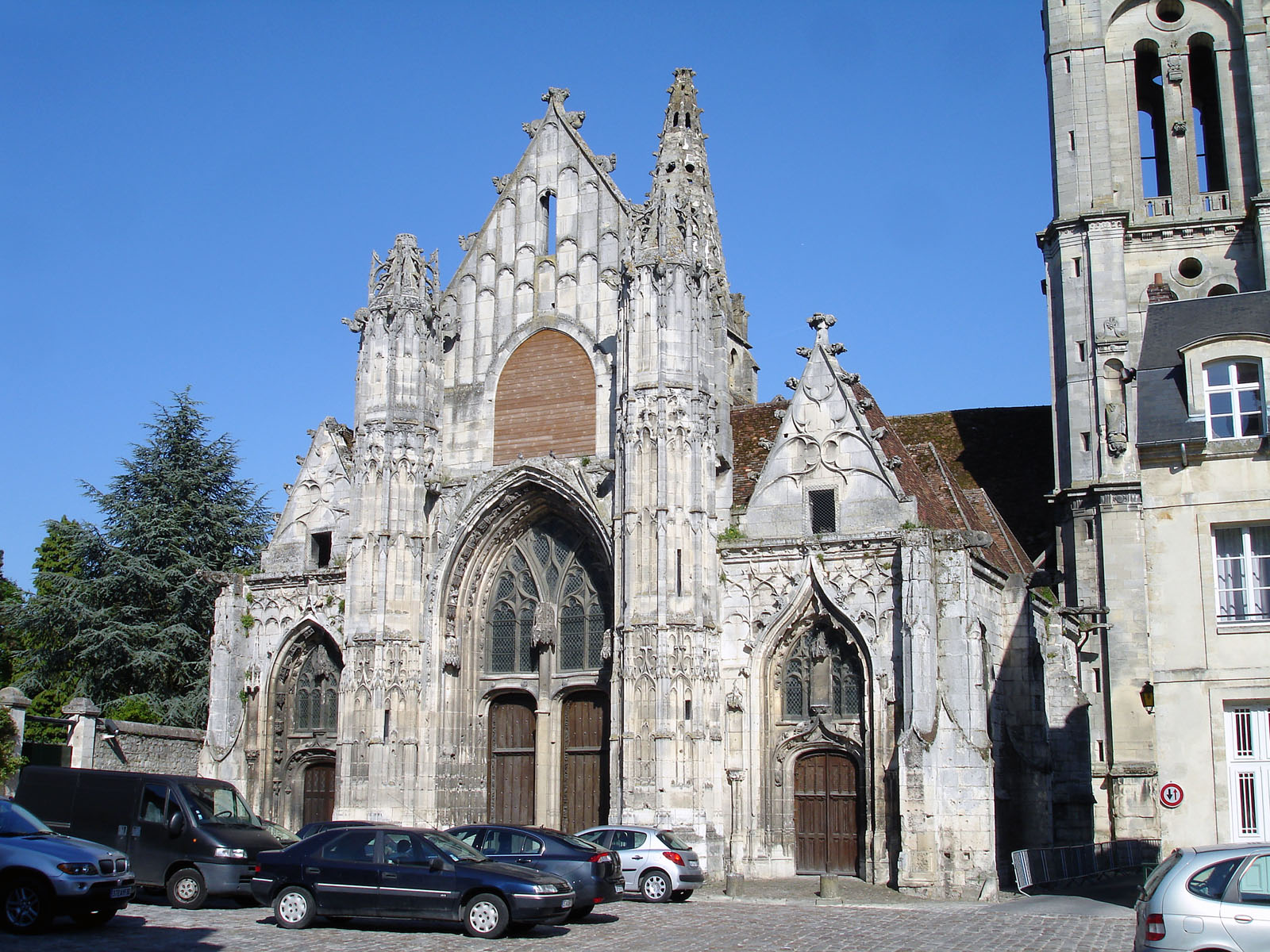
La chiesa Saint-Pierre di Senlis, costruita a partire dall'XI secolo, confiscata e venduta durante il periodo rivoluzionario, è stata utilizzata come mercato coperto dal 1881 al 1974.

La diocesi di Senlis (in latino Dioecesis Silvanectensis) è una sede soppressa della Chiesa cattolica.

## Territorio
La diocesi comprendeva parte della Piccardia ed era una delle più piccole della Francia, non superando i 500 km². Confinava a nord-ovest con la diocesi di Beauvais, a nord-est con quella di Soissons, a sud-est con la diocesi di Meaux e a sud-ovest con l'arcidiocesi di Parigi.
Sede vescovile era la città di Senlis nell'attuale dipartimento dell'Oise, dove fungeva da cattedrale la chiesa della Beata Vergine Maria.
Nel 1754 la diocesi comprendeva 72 parrocchie, raggruppate in sette decanati: Senlis, Baron, Rully, Chantilly, Crépy, Fresnoy e Séry.

## Storia
Incerte sono le origini della diocesi. La tradizione attribuisce la sua fondazione a san Regolo (Saint Rieul de Senlis), primo evangelizzatore della regione, all'epoca dell'imperatore Costantino. Il primo vescovo attestato storicamente è Levanio, che prese parte al concilio di Orléans nel 511.
Augustomagus era la capitale e il centro amministrativo del popolo celtico dei Silvanecti nella provincia romana della Gallia Belgica seconda, come testimoniato dalla Notitia Galliarum dell'inizio del V secolo. Dal punto di vista religioso, come di quello civile, la civitas Silvanectum dipendeva dalla provincia ecclesiastica dell'arcidiocesi di Reims, sede metropolitana provinciale.
Vi si tennero numerosi sinodi provinciali: nell'861, nell'863, nell'873, nell'899, nel 988 o 990, nel 1048, nel 1235, nel 1240, nel 1255, nel 1310, nel 1313, 1315, nel 1317, nel 1318, nel 1326 e nel 1402..
A partire dalla metà del XII secolo fu iniziata la costruzione della cattedrale in stile gotico; l'edificio, non ancora ultimato, fu consacrato dall'arcivescovo di Reims il 16 giugno 1191.
Nel 1620 si svolse il primo sinodo diocesano dopo il Concilio di Trento, presieduto dal cardinale François de La Rochefoucauld che pubblicò i suoi atti in 38 articoli, che trattano dei doveri dei parroci e dei compiti dei sacrestani.
Il seminario diocesano venne istituito nel 1664 dal vescovo Denys Sanguin.
La diocesi fu soppressa in seguito al concordato con la bolla Qui Christi Domini di papa Pio VII del 29 novembre 1801 e il suo territorio incorporato in quello della diocesi di Amiens. Nel 1822 l'intero territorio dell'antica diocesi di Senlis entrò a far parte della restaurata diocesi di Beauvais, ad eccezione di due parrocchie che già nel 1801 erano state annesse alle diocesi di Versailles e di Meaux.
Il 12 aprile 1851 i vescovi di Beauvais ottennero il diritto di aggiungere al proprio titolo quello di vescovi di Senlis.

## Cronotassi dei vescovi
Il più antico catalogo episcopale di Senlis è contenuto in un sacramentario della fine del IX secolo. La lista è stata aggiunta nel secolo successivo; infatti l'ultimo vescovo, scritto di prima mano, è Bernoino (937). In seguito il catalogo è stato aggiornato fino a Enrico (1168).
- San Regolo †
- Niceno (Nicezio ?) †
- Mansueto †
- Venusto †
- Tanito †
- Giocondo †
- Protato (Protasio ?) †
- Modesto †
- San Levanio (o Levangio o Libanio) † (menzionato nel 511)
- Passivo †
- Nonnullo †
- San Gonotigerno † (prima del 549 - dopo il 557)[4]
- San Santino †
- San Malulfo † (menzionato nel 584)
- Sant'Agmaro † (menzionato nel 627)
- Sant'Autberto † (prima del 663 - dopo il 667)
- Eramberto (o Cranberto o Franberto) † (menzionato nel 683)[5]
- Vulfredo †
- Amalsindo †
- Betelmo †
- Idoino †
- Adalberto †
- Ragnaldo †
- Ermino † (menzionato nell'814)
- Goffredo † (prima dell'829 - dopo l'838)
- Erpuino † (prima dell'840 - dopo agosto 871 deceduto)
- Adeberto † (12 dicembre 871 consacrato - dopo l'893 deceduto)
- Otfredo † (prima del 900 - dopo il 909)
- Adelmo † (? - 936 deceduto)
- Bernoino † (937 - ?)[6]
- Ivo I † (? - 948 deposto)
- Costanzo † (menzionato nel 972)
- Odo † (prima del 989 - dopo il 993)
- Roberto † (prima del 998 - dopo il 1008)
- Raoul I † (menzionato nel 1015)
- Guy I † (prima del 1021 - dopo il 1027)
- Raoul II † (menzionato nel 1029)
- Guy II † (circa 1030 - dopo il 1042)[7]
- Frotland I † (prima di maggio 1043 - dopo il 1053)
- Guy III † (menzionato nel 1058)
- Frotland II † (prima di maggio 1059 - maggio 1067 o 1068 deceduto)[8]
- Eudes † (circa 1068 - dopo il 1069)
- Rolland † (prima del 1072 - 5 settembre 1075 deceduto)
- Ingelran † (1075 - dopo il 1076)
- Yves II † (1077 - dopo il 1079)
- Ursion † (prima del 1082 - 5 settembre 1093 deceduto)
- Hugues † (prima del 1094 - 29 gennaio 1096 deceduto)
- Liétaud † (prima di aprile 1096 - 1099 deceduto)
- Hubert † (1099 - 1115 deceduto)
- Clérembaut † (prima di novembre 1115 - 9 febbraio 1133 deceduto)
- Pierre † (1133 - 8 aprile 1151 deceduto)
- Thibaud † (1151 - 23 febbraio 1154/1156 deceduto)
- Amaury † (1156 - marzo o giugno 1167 deceduto)
- Henri † (1168 - 1185 deceduto)
- Geoffroy † (1185 - 1213 dimesso)
- Guérin † (1214 - 18 aprile 1227 deceduto)
- Adam de Chambly † (1228 - 20 agosto 1258 deceduto)
- Robert de La Houssaye † (1259 - 1º ottobre 1260 deceduto)
- Robert de Cressonsart † (1260 - dopo il 1283)
- Gautier de Chambly et Nuilly † (prima del 1287 - dopo il 1288)
- Pierre Cailleau † (aprile 1291 - 1293 deceduto)
- Guy de Plailly † (1294 - 9 maggio 1308 deceduto)
- Guillaume de Baron † (1309 - 1313 deceduto)
- Pierre Barrière † (22 dicembre 1313 - 1334 deceduto)
- Vast de Villiers † (1335 - dopo pasqua 1337)
- Étienne de Villiers † (1337 - ?)
- Robert de Plailly † (prima di agosto 1339 - 27 agosto 1344 deceduto)
- Pierre de Cros † (31 agosto 1344 - 1º dicembre 1349 nominato vescovo di Auxerre)
- Denys le Grand † (23 dicembre 1349 - marzo 1352 deceduto)
- Pierre de Treigny, O.P. † (18 aprile 1352 - aprile 1356 deceduto)
- Adam de Nemours, O.P. † (6 giugno 1356 - 24 novembre 1377 deceduto)
  - Pierre † (1378 - ? deceduto) (vescovo eletto)
- Jean Dieudonné † (11 febbraio 1379 - 8 settembre 1409 deceduto)
- Pierre Praoul † (2 ottobre 1409 - 11 aprile 1415 deceduto)
- Jean d'Archery † (3 giugno 1415 - 12 giugno 1419 deceduto)
- Pierre de Chissey, O.Clun. † (6 settembre 1419 - novembre 1422 deceduto)
- Jean Fouquerel † (14 maggio 1423 - 12 ottobre 1429 deceduto)
  - Sede vacante (1429-1433)
- Guillaume de Hottot † (20 aprile 1433 - 6 maggio 1434 deceduto)
- Jean Raphanel, O.F.M. † (6 settembre 1434 - 1447 o 1448 dimesso)
- Simon Bonnet † (4 marzo 1448 - 4 maggio 1486 deceduto)
- Jean Neveu † (1486 - 3 marzo 1499 deceduto)
- Charles de Blanchefort † (11 ottobre 1499 - 29 agosto 1515 deceduto)
- Jean Calvi † (14 dicembre 1515 - giugno 1522 deceduto)
- Artus Fillon † (1522 - 27 agosto 1526 deceduto)
- Oudart Hennequin † (1527 - 18 settembre 1527 nominato vescovo di Troyes)
- Guillaume Petit, O.P. † (18 settembre 1527 - 8 dicembre 1536 deceduto)
- René Le Roullier † (8 gennaio 1537 - 14 settembre 1559 deceduto)
- Crespin de Brichanteau, O.S.B. † (27 marzo 1560 - 13 giugno 1560 deceduto)
- Louis Guillart † (4 settembre 1560 - 1561 dimesso)
- Pierre Chevalier † (19 settembre 1561 - 30 ottobre 1583 deceduto)
- Guillaume Rose † (20 febbraio 1584 - 1601 dimesso)
- Antoine Rose † (12 novembre 1601 - 15 febbraio 1610 nominato vescovo di Clermont)
- François de La Rochefoucauld † (15 febbraio 1610 - 19 settembre 1622 dimesso)
- Nicolas Sanguin † (19 settembre 1622 - 1651 dimesso)
- Denys Sanguin † (28 ottobre 1651 - 13 marzo 1702 deceduto)
- Jean-François de Chamillart † (31 luglio 1702 - 16 aprile 1714 deceduto)
- François-Firmin Trudaine † (20 agosto 1714 - 4 gennaio 1754 deceduto)
- Jean-Armand de Bessuéjouls de Roquelaure † (20 maggio 1754 - 21 settembre 1801 dimesso[9])
  - Sede soppressa